# Oistins
Oistins est une ville de la paroisse de Christ Church, à la Barbade.
C'est la 5e ville la plus peuplées de son pays avec ses 1 471 habitants.

## Géographie
Oistins fonctionne essentiellement comme un village de pêcheurs et un touriste traînent et est l'emplacement de l'église paroissiale de l'église de Christ. Oistins abrite également à l'ancien hôpital de Christ Church, l'ancienne station de la garde côtière de la Barbade et les zones extracôtières atterrissage pour navires livrant des combustibles fossiles de l'île.

## Étymologie
On croit que le nom « Oistins » est une corruption de « Austin ». Austin était un propriétaire foncier du début dans ce domaine, décrit par Richard Ligon, l'un des premiers historiens de la Barbade, comme « un homme sauvage, fou, ivre dont transport lubrique et extravagant fait de lui le tristement célèbre dans l'île ».
Le nom Oistin est connu des Annales de l'histoire irlandaise et écossaise. C'est probablement une Gaelification du nom norrois Thorstein. Le nom Oistin est utilisé encore aujourd'hui en Irlande.

## Histoire
Une tradition a récemment mis au point pour les touristes à Oistins associer habitants au vendredi soir (et un peu plus calme samedi soir) Fish Fry et "chaux" (rassemblement social) qui voit de nombreux étals vente repas de poisson frit et artisanat local, tous à l'accompagnement de la musique forte, tandis que l'ancienne pratique d'habitants plus traditionnelle "old time' danse. La zone est assez proche de nombreux hôtels côte méridionale à la Barbade et a plusieurs très belles plages, par exemple de Miami Beach.
Oistins attire de nombreuses plages de la région comme Miami Beach. L'Aéroport international Grantley-Adams est à 2 km de l'endroit. Décollage et atterrissage des aéronefs sont visibles depuis la plage.
À Oistins trouvé en 1639, une bataille a eu lieu entre les piliers du roi britannique les adeptes des Roundheads qui est passé sur l'indépendance de la Barbade, de l'Angleterre d'Oliver Cromwell. À la suite de nombreux articles ont été établis à cette lutte que la Barbade a obtenu son propre Parlement, le troisième plus ancien du Commonwealth britannique. 